# Rohard I. (Haifa)
Rohard I. (auch Rohart, lat. Rorgius de Caïphe; † 1107) war ein vermutlich okzitanischer Kreuzritter und Herr von Haifa im Königreich Jerusalem.
Rohard war vermutlich ein Sohn oder Verwandter von Waldemar Carpenel († 1101), Herr von Haifa. Jedenfalls ist er als dessen Nachfolger als Herr von Haifa belegt, vermutlich folgte er ihm auch als Kastellan von St. Abraham. Albert von Aachen erwähnt ihn im Jahr 1103 in Jaffa als einen der Barone im Gefolge König Balduins I. von Jerusalem.
Rohard starb im Jahr 1107 und wurde in der Grabeskirche in Jerusalem bestattet. Rohards Nachfolger als Herr von Haifa wurde Pagan I., vermutlich ein Sohn Rohards.